# Maronita egyház
A maronita egyház egy libanoni székhelyű  keleti katolikus egyház.

## Története
„A szír maronita egyház keleti szertartású katolikus egyház, mely az Apostoli Szentszékkel teljes közösségben van. Nevét az 5. században élt, Szent Maron remetéről kapta, aki Antiochiában élt. A maronita keresztényeket a történelem során gyakran üldözték a antikhalkédóni egyházak (akik Krisztusban csak az isteni természetet vallották), a bizánciak (ortodoxok), a mamlúkok és az oszmánok.
A maroniták első antiochiai pátriárkája Maron János volt, 685–707 között. Jelentős maronita közösségek élnek még a Közel-Kelet más részein is, például Szíriában, Jordániában, Palesztinában és Cipruson. A XIX. század során nehéz életkörülményeik miatt maroniták ezrei szóródtak szét a világban, így az Amerikai Egyesült Államokban is. A maroniták aktív szerepet játszanak Libanon irányításában. 1991 óta az ország alkotmánya rögzíti, hogy a köztársasági elnöknek mindig maronitának kell lennie.”

## Vezetője
2011. március 15-én választotta meg a maronita egyház püspöki szinódusa Béchara Boutros Raï személyében a maroniták antióchiai pátriárkáját, aki a Keleti Kánonjogi Kódex értelmében benyújtotta a  pápához az „ecclesiastica communio”-ra, az egyházi közösségre irányuló kérését, amit XVI. Benedek pápa 2011. március 25-én elfogadott.A pátriárka Nasrallah Pierre Sfeir bíborost követi tisztségében.

## Hívek száma
2011-ben a világon 3 198 600 maronita hívő élt.
| Kontinens             | Ország                    | Hívők száma |
| --------------------- | ------------------------- | ----------- |
| Ázsia                 | Libanon                   | 1 062 000   |
| Ázsia                 | Szíria                    | 52 100      |
| Ázsia                 | Palesztina                | 8 000       |
| Ázsia                 | Jordánia                  | 1000        |
| Ázsia                 | Ciprus                    | 10 500      |
| Afrika                | Egész Afrika              | 45 000      |
| Afrika                | Ebből Egyiptomban         | 5 000       |
| Európa                | Franciaország             | 52 000      |
| Európa                | Egyesült Királyság        | 5 300       |
| Európa                | Németország               | 5 400       |
| Európa                | Belgium                   | 3 400       |
| Európa                | Olaszország               | 2500        |
| Európa                | Svédország                | 2470        |
| Európa                | Svájc                     | 2000        |
| Európa                | Hollandia                 | 700         |
| Európa                | Spanyolország             | 700         |
| Európa                | Portugália                | 200         |
| Európa                | Ausztria                  | 100         |
| Európa                | Luxemburg                 | 100         |
| Európa                | Norvégia                  | 100         |
| Európa                | Finnország                | 30          |
| Ausztrália és Óceánia | Ausztrália                | 160 000     |
| Amerika               | Brazília                  | 550 000     |
| Amerika               | Mexikó                    | 160 000     |
| Amerika               | Venezuela                 | 25 000      |
| Amerika               | Argentína                 | 750 000     |
| Amerika               | Amerikai Egyesült Államok | 215 000     |
| Amerika               | Kanada                    | 85 000      |